# ديفيد ليتل (لاعب كرة قدم أمريكية)
ديفيد ليتل (بالإنجليزية: David Little)‏ هو لاعب كرة قدم أمريكية أمريكي، ولد في 18 أبريل 1961 في سيلما في الولايات المتحدة.